# Хамад, Сейф Шариф
Сейф Шариф Хамад (англ. Seif Sharif Hamad; 22 октября 1943, Пемба, Занзибар — 17 февраля 2021, Дар-эс-Салам) — танзанийский и занзибарский государственный и политический деятель. Работал первым вице-президентом Занзибара и председателем левой партии «Альянс за перемены и прозрачность».
До 18 марта 2019 года был генеральным секретарём оппозиционной партии «Объединённый гражданский фронт», затем объявил о присоединении к «Альянсу за перемены и прозрачность».

## Биография

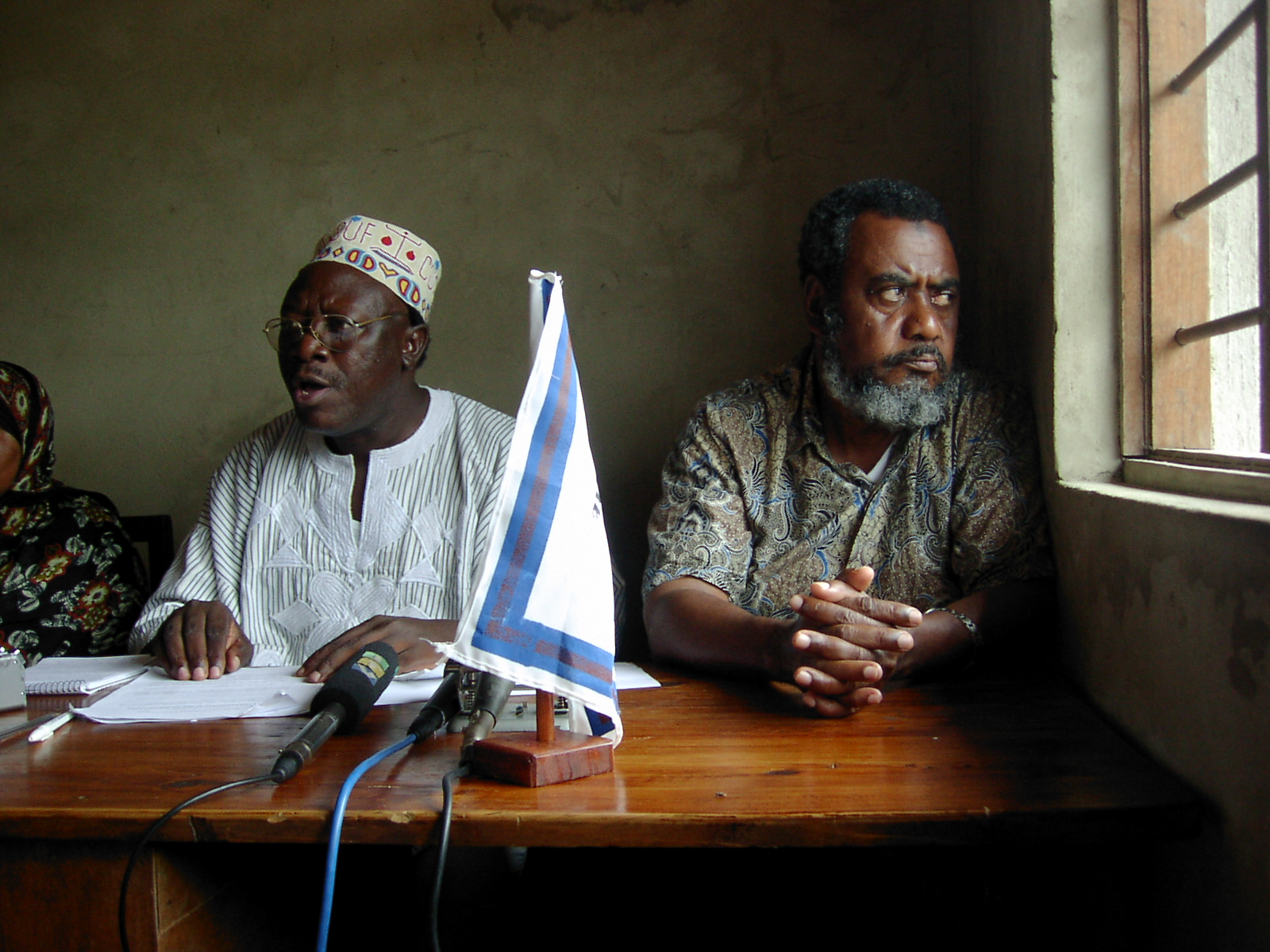
Ибрагим Липумба и Сейф Шариф Хамад на пресс-конференции, после победы «Объединённого гражданского фронта» на выборах в Пембе в 2003 году

В декабре 1963 года после окончания средней школы в течение следующих девяти лет (1964—1972) был лишен возможности продолжить университетское образование, поскольку поступил на государственную службу, где возникло много вакансий после массового отъезда британских чиновников в США в 1964 году по требованию нового революционного правительства Занзибара. Преподавал в средних школах, а затем обучался в Университете Дар-эс-Салама в 1972—1975 годах и получил степень бакалавра гуманитарных наук (с отличием) в области политологии, государственного управления и международных отношений.
Являлся членом Революционного совета и министром образования Занзибара (1977—1980), членом-основателем Палаты представителей Занзибара (1980—1989) и членом парламента Танзании (1977), членом Центрального комитета и Национального исполнительного комитета «Чама Ча Мапиндузи» — правящей партии Танзании (1977—1987), главой Департамента экономики и планирования «Чама Ча Мапиндузи» (1982—1987) и главным министром Занзибара с 6 февраля 1984 года по 22 января 1988 года. 
В январе 1988 года был исключен из Революционного совета и снят с должности главного министра Занзибара, а в мае 1988 года был исключен из правящей партии «Чама Ча Мапиндузи» вместе с шестью коллегами и автоматически потерял своё место в Палате представителей Занзибара. В мае 1989 года был арестован и доставлен в суд по сфабрикованным по политическим мотивам обвинениям в том, что у него якобы нашли правительственные секретные документы. В 1989—1991 годах находился в центральной тюрьме Занзибара. В апреле 2000 года был арестован и обвинен по сфабрикованным обвинениям в нападении на сотрудников полиции и ограблении их с применением огнестрельного оружия. Обвинения были окончательно сняты мировым судом Занзибара в ноябре 2003 года.
31 октября 2010 года танзанийцы участвовали в выборах президента Танзании и Занзибара, а Сейф Шариф Хамад конкурировал с Али Мохамедом Шейном из правящей партии «Чама Ча Мапиндузи», который был объявлен победителем 1 ноября 2010 года, набрав 179 809 голосов против 175 338 голосов у Сейфа Шарифа Хамада. Али Мохамед Шейн получил 50,1 % голосов избирателей от всех 364 924 поданных голосов, в то время как Сейф Шариф Хамад набрал 49,1 %.
31 января 2021 года было объявлено, что Сейф Шариф Хамад заразился COVID-19 и находится в больнице на Занзибаре, в которую был госпитализирован 29 января 2021 года после того, как «Альянс за перемены и прозрачность» заявил, что Сейф Шариф Хамад, его жена и помощники дали положительный результат на COVID-19 во время пандемии в Танзании. Правительство Танзании не сообщало ни о каких официальных случаях заболевания COVID-19 с апреля 2020 года, несмотря на сообщения о смертельных исходах, приписываемых «острой пневмонии». Сейф Шариф Хамад скончался в Национальной больнице Мухимбили в Дар-эс-Саламе 17 февраля 2021 года. Ему было 77 лет. После его смерти президент Танзании Джон Магуфули объявил трехдневный национальный траур.